# Forciolo
Forciolo é uma comuna francesa na região administrativa de Córsega, no departamento de Córsega do Sul. Estende-se por uma área de 6,88 km². 